# Félix Geybels
Félix Geybels (Lovaina, 23 de noviembre de 1935 - ibídem, 15 de noviembre de 2013) fue un futbolista profesional belga que jugaba en la demarcación de defensa.

## Biografía
Debutó como futbolista profesional en 1952 con el K Beringen FC a los 17 años de edad. Jugó durante doce años en el club, llegando a ganar la Segunda División de Bélgica en dos ocasiones, 1952 y 1958. Finalmente en 1964 se retiró como futbolista profesional a los 29 años de edad.
Félix Geybels falleció el 15 de noviembre de 2013 en Lovaina a los 77 años de edad.

## Selección nacional
Félix Geybels jugó un partido con la selección de fútbol de Bélgica. Fue contra Austria el 14 de junio de 1959, partido que acabó con un resultado de 4-2 a favor de la selección austríaca.

## Clubes
| Club          | País    | Año         |
| ------------- | ------- | ----------- |
| K Beringen FC | Bélgica | 1952 - 1964 |

## Palmarés
- Segunda División de Bélgica (2): 1952 y 1958